# Eugenio Govea Arcos
Eugenio Guadalupe Govea Arcos (San Ciro de Acosta, San Luis Potosí, 22 de marzo de 1966). Es un político mexicano, fue miembro del Partido Acción Nacional hasta que renunció a este el 30 de junio de 2009, y externarle su apoyo al candidato del PRI-PVEM-PSD a Gobernador de San Luis Potosí, Fernando Toranzo Fernández, para posteriormente declararse Senador Independiente por el Estado de S.L.P., incorporandosé posteriormente a la fracción de Convergencia. Ha sido diputado al Congreso de San Luis Potosí y senador por dicho estado para el periodo de 2006 a 2012. 
Eugenio Govea Arcos es Contador Público egresado de la Universidad Autónoma de San Luis Potosí, ha sido en cuatro ocasiones Diputado al Congreso de San Luis Potosí, de 1997 a 2000 por el principio de mayoría relativa por el décimo distrito electoral y de 2003 a 2006 electo por el principio de representación proporcional, siendo en este período además Coordinador de la bancada del PAN en el congreso. Consejo estatal de su partido desde 1998 y Presidente estatal del PAN de 2000 a 2003. En 2006 fue elegido Senador por su estado para el período que culmina en 2012. Para el periodo 2012 a 2015 es electo una vez más diputado al congreso del estado por el principio de representación proporcional, y un último periodo como diputado local por el mismo principio para el periodo 2018 a 2021, siendo en este último año postulado a reelección.
En 2008 externó su intención de ser candidato de su partido a Gobernador de San Luis Potosí en las Elecciones de 2009. El 22 de septiembre lo confirmó al ser uno de los tres precandidatos firmantes de un pacto de unidad rumbo a la elección interna, y al día siguiente solicitó formalmente licencia como senador a partir del 6 de octubre del mismo año. El 26 de septiembre fue el primer precandidato en registrarse formalmente ante el comité estatal del PAN.
De acuerdo a los resultados del proceso electoral interno realizado el 7 de diciembre, obtuvo un total de 14,667 votos, equivalentes al 42.19%, siendo superado por su opositor Alejandro Zapata Perogordo, hecho que reconoció el mismo día; al día siguiente, 8 de diciembre, se reincorporó a su curul de Senador por San Luis Potosí.
Sin embargo, el mismo día que se reincorporó al cargo de Senador, declaró que había sido despojado del triunfo en la elección interna por un fraude electoral al que denominó como un cochinero, y responsabilizó de él al Presidente Nacional del PAN, Germán Martínez Cázares y al presidente de la Comisión Nacional de Elecciones, José Espina; lo cual fue negado por José Espina, que manifestó que el proceso se realizó completamente apegado a los reglamentos. Ante todo ello, algunos líderes panistas de varios municipios del estado, le externaron su apoyo para que siga buscando la candidatura aunque sea fuera del PAN, de darse esa posibilidad, podría ser expulsado de las filas del PAN. Sin embargo a 5 días de le elección renunció a la militancia en el PAN y se declaró legislador independiente al mismo tiempo que hacía público su apoyo al candidato del PRI para gobernador de San Luis Potosí.